# 학점 인플레이션
학점 인플레이션(영어: grade inflation)은 대학교에서 학점을 후하게 주는 현상을 말한다.

## 사례
미국 프린스턴 대학교의 경우 학점 평균이 미국 명문 대학교 중 가장 높기로 유명하다. 2004년 가을 학기부터 학점 인플레이션에 대한 대책으로 학점 부여 기준을 학과별로 수립하였으며 A 학점이 모든 부여 학점의 35%가 되도록 하는 내용이 담겨 있다.
미국 캘리포니아 대학교 버클리의 경우 과학과 공대 과목에서 학점이 박하기로 유명하다. 학과 기준에 따라 A 학점이 17% 이하로 제한되어 있고, 반 평균 학점이 4.0 만점에 2.7에서 2.9로 유지되도록 규정하고 있다. 다른 학과의 경우 좀 더 높아서 학부 평균 학점은 3.25점이다.
대한민국의 경우 학점 인플레이션을 막기 위하여 학점의 절대 평가 대신 상대 평가를 하는 곳이 있다.

## 같이 보기
- 재수강